# Piráti ze Silicon Valley
Piráti ze Silicon Valley (anglicky Pirates of Silicon Valley) je televizní film z roku 1999. Jedná se o hraný dokument podle knihy Fire in the Valley: The Making of The Personal Computer, kterou napsali Paul Freiberger a Michael Swaine. Film popisuje nástup osobních počítačů a rivalitu mezi firmami Apple (výrobce počítačů Apple II a Macintosh sídlící v Cupertinu v Silicon Valley) a Microsoftem (operační systémy MS-DOS a Windows).

## Příběh
Děj začíná v 70. letech na univerzitě v Berkeley při demonstracích za svobodu projevu. Ve filmu běží paralelně dvě dějové linie: snažení dvou kamarádů z dětství: Steva Jobse (Noah Wyle) a Steva Wozniaka (Joey Slotnick), kteří nakonec založí Apple Computer, a studentů Harvardu Billa Gatese (Anthony Michael Hall), Steva Ballmera (John Di Maggio) a Gatesova kamaráda ze střední Paula Allena (Josh Hopkins), kteří založili Microsoft.
Gates, Jobs a Wozniak odejdou ze školy, aby se mohli účastnit počítačové revoluce. Děj se vypráví z pohledu Wozniaka a Ballmera. Film končí v roce 1985, když Steve Jobs dostane padáka z Apple Computer od Johna Sculleyho.

## Citáty
- My jsme tady, abychom udělali díru do světa. Proč bychom tu jinak byli? Vytváříme úplně nové souvislosti, jako umělci či básníci. Takhle to musíte brát. Tím co děláme, měníme historii lidského myšlení. – Noah Wyle jako Steve Jobs, během natáčení slavné reklamy v roce 1984
- Víte, Steve byl vždycky trochu mimo, na všechno měl svůj názor, i tehdy na Berkeley, když jsem se na něco podíval a viděl jsem kilobyty a tištěné spoje, on v tom viděl karmu nebo smysl vesmíru. – Steve Wozniak (Joey Slotnick) popisuje Steva Jobse (Noah Wyle)
- Steve, jste Steve, viďte. Takže, Steve, vy tvrdíte, že tohleto zařízení je pro obyčejné lidi. Ale co by obyčejný člověk dělal s počítačem? – sarkastická poznámka od vedení společnosti Hewlett-Packard na počítač Apple I a Joey Slotnicka jako Steva Wozniaka kolem roku 1976